# Csicsihar
Csicsihar (egyszerűsített kínai írással: 齐齐哈尔, pinjin: Qiqihar / Qíqíhā’ěr) prefektúra szintű város Kínában, Hejlungcsiang tartományban. Lakosainak száma 4 067 489 fő (2020).

## Népesség
| 2010 | 5 367 003 |
| 2020 | 4 067 489 |

## Testvérvárosok
- Ucunomija
- Jing'an District
- Huangpu kerület
- Xuhui District
- Dongcheng District
- Fosan
- Csancsiang
- Csingjüan
- Heping District
- Binhai New Area
- Kuangjüan
- Lucsou
- Hejho
- Huangkang
- Hulutao
- Hulunbuir
- Kojang
- Jiulongpo District
- Manzhouli
- Mariupol
- Mutancsiang
- Saohszing
- Xishuangbanna Dai Autonomous Prefecture
- Jencseng
- Krasznojarszk
- Newcastle
- Ufa
- Vencsou